# アサウィン・クワンムアン
アサウィン・クワンムアン（タイ語: อัศวินขวัญเมือง、RTGS: Atsawin Khwanmueang、タイ語発音: [ʔàt.sà.winkʰwǎn.mɯa̯ŋ]、1951年2月15日 - ）は、タイ王国の政治家。2016年から2022年までバンコク都知事に在任。

## 経歴

### 学歴
ダンチャンウィタヤ中等学校を卒業後、警職を目指し、王立士官学校、タイ国立防衛大学に進学。

### 警官として
学校卒業後は、Jo Danchangの殺害、タクシン・シナワット元首相の自動車爆弾事件、Kamnan SiaやJip Phia Khiaoの逮捕、Joke Phai Khiaoの超法規的殺害などの国家レベルの重体任務に携わった。2008年半ば、アスウィンが警察中将の地位にあった時、アスウィンは警視総監から警察補佐官へと左遷され、後任にPol Lt Gen Suchart Muankaewが総監に就任したが、この人事には民主市民連合の反政府集会を警察権力が統制できなくなるとする批判が集まった。翌年の2009年には、アピシット政権下で、警察将校として認められ、タイ王国国家警察庁の副局長に任命され、のちに2区の地方警察の本部長の後任として任命された。

### 知事として
退任後、アスウィンはバンコク都知事代理に任命され、防災・減災や地方自治業務に取り組んだ。2016年に国家平和秩序委員会によりバンコク都知事に任命された。タイにおいては、史上初の警察組織出身の知事となる。
2022年5月に行われたバンコク都知事選挙に出馬したものの、落選した。